# Порцелянове
Порцеля́нове (до 1934 р. — Токарівка) — селище в Україні, у Баранівській міській громаді, Звягельського району, Житомирської області. Населення становить 3261 особа (станом на 1 січня 2022 року).

## Географія
Селище Порцелянове розташоване на правому березі річки Хомори, за 13 км від залізничної станції Понінка та 16,5 км від залізничної станції Полонне. 

## Населення
За даними перепису населення СРСР 1939 року чисельність населення становила 3580 осіб, з них українців — 2854, росіян — 158, німців — 22, євреїв — 279, поляків — 239, інших — 28. У 1973 році було 780 домоволодінь з населенням — 4400 осіб, у 2018 році населення становило 3452 особи, 2022 року — 3261 особа.

## Історія
Селище виникло у 1898 року, за рік, у 1900 році на території села заснований завод електротехнічної порцеляни. 1910 року на заводі відбулася масова маївка, яка переросла у загальний страйк працівників. 1913 року подібний страйк тривав три дні. У січні 1918 року встановлено радянську окупацію. У 1918 році працівники заводу брали активну участь у партизанському русі.
Під час Громадянської війни завод занепав. Після кількамісячної перерви – 1 травня 1918 року завод видав першу продукцію. На честь цієї події йому було присвоєно назву «Першого травня».
До 1922 року було регулярне пасажирське сполучення, що здійснювалося потягом «кукушкою».
1934 р. Токарівка була перейменована на – Першотравенськ.
Станом на 1930-ті роки попри значний вплив Голодомору, у селищі мешкало понад 85 % українців. Частина мешканців, типово для Житомирщини, має польське коріння. 
Під час німецько-радянської війни 582 мешканці Першотравенська призвані до лав Червоної армії та воювали на фронтах і в партизанських з'єднаннях проти окупантів, 351 фронтовик нагороджено орденами й медалями, 63 — загинуло. Також урядовими відзнаками нагороджено 47 учасників партизанського руху. Загиблим односельцям встановлений пам'ятник.
У 1988 році у Першотравенську було засновано римо-католицьку культову споруду. 1991 року — додатково костел пресвятої діви Марії — «Цариці Розарію».
В селищі діє Першотравенський ліцей Баранівської міської ради (директор Данилюк Ігор Леонтійович), будинок культури на 450 місць, бібліотека з книжковим фондом 34000 примірників, лікарня на 100 ліжок, медпункт, 12 магазинів, комбінат побутового обслуговування, відділення поштового зв'язку. Курсують автобуси.
12 червня 2020 року село увійшло до складу новоствореної Баранівської міської територіальної громади Баранівського району Житомирської області. Від 19 липня 2020 року, разом з громадою, в складі новоствореного Новоград-Волинського району (згодом — Звягельський район) Житомирської області.
26 січня 2024 року, відповідно до Закону України «Про порядок вирішення окремих питань адміністративно-територіального устрою України» від 28 липня 2023 року, віднесене до категорії селищ.
19 вересня 2024 року Верховна Рада підтримала перейменування селища Першотравенськ на Порцелянове. 26 вересня 2024 року перейменування набуло чинності.

## Промисловість
Першотравенський завод електротехнічної порцеляни, заснований Берниковим та відкритий у 1899 році. На заводі працювало понад 400 осіб — виключно жінки та діти. Діяла вузькоколiйка до залiзничної станцiї Миропіль для зручного транспортування виготовленої продукції. У травні 2003 року вузькоколійка розібрана з причин невигоди. Рейки продані частково як металобрухт та частково на шахти Донецької області. 
Нині — ПАТ «Першотравенський завод електротехнічного фарфору» (вул. Парфірова, 1), що спеціалізується на виробництві високоякісних фарфорових електропатронів (Е14, Е27, Е40) та ізоляторів для електричних мереж і ліній зв'язку. Також завод випускає фарфорові світильники, керамічні ізолятори для електротранспорту, холодильних та електронагрівальних приладів, основи для розеток та запобіжники. Для виробництва продукції використовують глину з дружківського родовища, просянівський кварцевий пісок та глуховецький каолін. Загальна площа підприємства складає 52,5 тис.м². ПАТ «Першотравенський завод електротехнічного фарфору» — це один з найбільш потужних виробників подібної продукції у Східній Європі.

## Відомі люди
- Іщук Олександр Сергійович (1987—2014) — старший солдат Збройних сил України, учасник російсько-української війни.